# Temporada 2008-2009 de la UE Figueres
La segona temporada de la Unió després de la refundació del club i després del primer ascens de categoria també va ser un èxit: al grup 15 de la Segona Regional (actualment Tercera Catalana) l'equip quedà campió de la categoria, amb un total de 26 victòries, 6 empats i 2 derrotes, i amb un balanç de 116 gols a favor i 29 en contra, i encadenà el segon ascens consecutiu, en aquest cas a la Primera Regional (actualment Segona Catalana).

## Fets destacats
2008
- 14 de setembre: el Figueres comença la lliga al Municipal de Vilatenim en una victòria treballada per 3 a 1 davant de l'AE Vilabertran.

2009
- 9 de maig: el Figueres aconsegueix l'ascens matemàtic a Primera Regional a 3 jornades pel final de lliga, després de guanyar a Vilatenim el CF Empuriabrava Castelló per 2 a 0.[2]

## Plantilla
| Núm. | Pos. |           | Jugador                           | Procedència              | Temporada |
| ---- | ---- | --------- | --------------------------------- | ------------------------ | --------- |
|      | POR  | Catalunya | Cipriano Fernández (Fernández)    | AE Roses                 | 2007-2008 |
|      | POR  | Catalunya | Xavier Gallego (Gallego)          | FE Figueres              | 2008-2009 |
|      | DEF  | Catalunya | Pol Fernández (Fernández)         | AE Roses                 | 2007-2008 |
|      | DEF  | Catalunya | David Garcia (Dídac)              |                          | 2007-2008 |
|      | DEF  | Catalunya | Joaquín Marín (Marín)             | AE Roses                 | 2007-2008 |
|      | DEF  | Catalunya | Josep Maria Monturiol (Monturiol) |                          | 2007-2008 |
|      | DEF  | Catalunya | Eduard Bolasell (Bolasell)        | AE Roses                 | 2008-2009 |
|      | DEF  | Catalunya | Joel Colomer (Colomer)            | AD Guíxols               | 2008-2009 |
|      | DEF  | Catalunya | David Luque (Luque)               | FE Figueres              | 2008-2009 |
|      | MIG  | Catalunya | Marc Gasull (Gasull)              | FC L'Escala              | 2007-2008 |
|      | MIG  | Catalunya | Jordi Masquef (Masquef)           | Vilajuïga CF             | 2007-2008 |
|      | MIG  | Catalunya | Albert Ramos (Ramos)              | Vilajuïga CF             | 2007-2008 |
|      | MIG  | Catalunya | Marcos Cabezos (Cabezos)          | Vilajuïga CF             | 2008-2009 |
|      | MIG  | Catalunya | Jordi Carrillo (Carrillo)         | Vilajuïga CF             | 2008-2009 |
|      | MIG  | Catalunya | Enric Giménez (Giménez)           | CE Llançà B              | 2008-2009 |
|      | DAV  | Catalunya | Roger Costejà (Costejà)           | UE Camprodon             | 2007-2008 |
|      | DAV  | Catalunya | Daniel Falguera (Falguera)        | Amer CF                  | 2007-2008 |
|      | DAV  | Catalunya | Adam Fontes (Fontes)              | UE Caldes                | 2007-2008 |
|      | DAV  | Catalunya | Jordi Torrent (Torrent)           |                          | 2007-2008 |
|      | DAV  | Catalunya | José Cano (Cano)                  | CF Empuriabrava Castelló | 2008-2009 |
|      | DAV  | Catalunya | Jordi Cruz (Cruz)                 | FE Figueres              | 2008-2009 |
|      | DAV  | Catalunya | Rubén Sánchez (Sánchez)           | CE Agullana              | 2008-2009 |

Llegenda:  ·   Capità  ·   Juvenil  ·   Lesionat  ·   Altes  ·   Passaport europeu  ·   Extracomunitari  ·   Extracomunitari sense restricció
| Baixes             | Destinació |
| Javier Morillo     |            |
| Xavier Camós       |            |
| Ion Etxegoyen      |            |
| Juan José Valverde |            |
| Abraham Huguet     |            |
| Adán Lloveras      |            |
| Pere Montserrat    |            |

## Resultats
| Segona Regional-Grup 15 |

| 14 setembre 2008 | UE Figueres | 3 – 1 | AE Vilabertran | Figueres                 |  |
| Jornada 1        |             |       |                | Municipal de Vilatenim · |  |

| 21 setembre 2008 | Viladamat CF | 0 – 0 | UE Figueres | Viladamat                  |  |
| Jornada 2        |              |       |             | Camp de futbol municipal · |  |

| 28 setembre 2008 | UE Figueres | 5 – 0 | Portbou CE | Figueres                 |  |
| Jornada 3        |             |       |            | Municipal de Vilatenim · |  |

| 5 octubre 2008 | FE Vilajuïga | 0 – 6 | UE Figueres | Vilajuïga                  |  |
| Jornada 4      |              |       |             | Camp de futbol municipal · |  |

| 12 octubre 2008 | UE Figueres | 3 – 1 | CF Esplais | Figueres                 |  |
| Jornada 5       |             |       |            | Municipal de Vilatenim · |  |

| 19 octubre 2008 | CF Verges | 0 – 2 | UE Figueres | Verges                     |  |
| Jornada 6       |           |       |             | Camp de futbol municipal · |  |

| 26 octubre 2008 | UE Figueres | 1 – 1 | Aro CE | Figueres                 |  |
| Jornada 7       |             |       |        | Municipal de Vilatenim · |  |

| 2 novembre 2008 | UE La Jonquera | 0 – 2 | UE Figueres | La Jonquera                     |  |
| Jornada 8       |                |       |             | Camp municipal de les Forques · |  |

| 9 novembre 2008 | UE Figueres | 5 – 2 | FC Borrassà | Figueres                 |  |
| Jornada 9       |             |       |             | Municipal de Vilatenim · |  |

| 16 novembre 2008 | CF Sant Miquel de Fluvià | 0 – 3 | UE Figueres | Sant Miquel de Fluvià      |  |
| Jornada 10       |                          |       |             | Camp de futbol municipal · |  |

| 23 novembre 2008 | UE Figueres | 4 – 1 | CE Maçanet de Cabrenys | Figueres                 |  |
| Jornada 11       |             |       |                        | Municipal de Vilatenim · |  |

| 30 novembre 2008 | UE Cabanes | 1 – 4 | UE Figueres | Cabanes                    |  |
| Jornada 12       |            |       |             | Camp de futbol municipal · |  |

| 7 desembre 2008 | UE Figueres | 5 – 1 | CD Agullana | Figueres                 |  |
| Jornada 13      |             |       |             | Municipal de Vilatenim · |  |

| 14 desembre 2008 | CF Empuriabrava Castelló | 1 – 4 | UE Figueres | Empuriabrava               |  |
| Jornada 14       |                          |       |             | Camp municipal d'esports · |  |

| 21 desembre 2008 | UE Figueres | 2 – 1 | CE Llançà | Figueres                 |  |
| Jornada 15       |             |       |           | Municipal de Vilatenim · |  |

| 11 gener 2009 | Torroella UE | 3 – 3 | UE Figueres | Torroella de Montgrí       |  |
| Jornada 16    |              |       |             | Camp de futbol municipal · |  |

| 18 gener 2009 | UE Figueres | 5 – 2 | AE Roses B | Figueres                 |  |
| Jornada 17    |             |       |            | Municipal de Vilatenim · |  |

| 25 gener 2009 | AE Vilabertran | 0 – 6 | UE Figueres | Vilabertran                |  |
| Jornada 18    |                |       |             | Camp de futbol municipal · |  |

| 1 febrer 2009 | UE Figueres | 5 – 2 | Viladamat CF | Figueres                 |  |
| Jornada 19    |             |       |              | Municipal de Vilatenim · |  |

| 8 febrer 2009 | Portbou CE | 0 – 7 | UE Figueres | Portbou                    |  |
| Jornada 20    |            |       |             | Camp de futbol municipal · |  |

| 15 febrer 2009 | UE Figueres | 2 – 0 | FE Vilajuïga | Figueres                 |  |
| Jornada 21     |             |       |              | Municipal de Vilatenim · |  |

| 1 març 2009 | CF Esplais | 0 – 2 | UE Figueres | Castelló d'Empúries        |  |
| Jornada 22  |            |       |             | Camp de futbol municipal · |  |

| 8 març 2009 | UE Figueres | 5 – 1 | CF Verges | Figueres                 |  |
| Jornada 23  |             |       |           | Municipal de Vilatenim · |  |

| 15 març 2009 | Aro CE | 1 – 1 | UE Figueres | Castell d'Aro              |  |
| Jornada 24   |        |       |             | Camp de futbol municipal · |  |

| 22 març 2009 | UE Figueres | 1 – 4 | UE La Jonquera | Figueres                 |  |
| Jornada 25   |             |       |                | Municipal de Vilatenim · |  |

| 29 març 2009 | FC Borrassà | 0 – 7 | UE Figueres | Borrassà                   |  |
| Jornada 26   |             |       |             | Camp de futbol municipal · |  |

| 5 abril 2009 | UE Figueres | 0 – 0 | CF Sant Miquel de Fluvià | Figueres                 |  |
| Jornada 27   |             |       |                          | Municipal de Vilatenim · |  |

| 19 abril 2009 | CE Maçanet de Cabrenys | 1 – 4 | UE Figueres | Maçanet de Cabrenys        |  |
| Jornada 28    |                        |       |             | Camp de futbol municipal · |  |

| 26 abril 2009 | UE Figueres | 1 – 3 | UE Cabanes | Figueres                 |  |
| Jornada 29    |             |       |            | Municipal de Vilatenim · |  |

| 3 maig 2009 | CD Agullana | 1 – 1 | UE Figueres | Agullana                   |  |
| Jornada 30  |             |       |             | Camp de futbol municipal · |  |

| 9 maig 2009 | UE Figueres | 2 – 0 | CF Empuriabrava Castelló | Figueres                 |  |
| Jornada 31  |             |       |                          | Municipal de Vilatenim · |  |

| 17 maig 2009 | CE Llançà | 0 – 5 | UE Figueres | Llançà                     |  |
| Jornada 32   |           |       |             | Camp de futbol municipal · |  |

| 24 maig 2009 | UE Figueres | 7 – 0 | Torroella UE | Figueres                 |  |
| Jornada 33   |             |       |              | Municipal de Vilatenim · |  |

| 31 maig 2009 | AE Roses B | 1 – 3 | UE Figueres | Roses                 |  |
| Jornada 34   |            |       |             | Municipal Mas Oliva · |  |

## Classificació
| Pos. | Equip                    | J  | G  | E  | P  | GF  | GC  | DG   | pts. |
| --- | ------------------------ | -- | -- | -- | -- | --- | --- | ---- | ---- |
| 1r | UE Figueres              | 34 | 26 | 6  | 2  | 116 | 29  | +87  | 84   |
| 2n | Torroella UE             | 34 | 21 | 7  | 6  | 93  | 43  | +50  | 70   |
| 3r | CF Esplais               | 34 | 17 | 11 | 6  | 64  | 33  | +31  | 62   |
| 4t | UE La Jonquera           | 34 | 15 | 9  | 10 | 72  | 42  | +30  | 54   |
| 5è | UE Cabanes               | 34 | 16 | 6  | 12 | 68  | 53  | +15  | 54   |
| 6è | CD Agullana              | 34 | 13 | 13 | 8  | 52  | 46  | +6   | 52   |
| 7è | CF Verges                | 34 | 15 | 7  | 12 | 68  | 62  | +6   | 52   |
| 8è | CF Sant Miquel de Fluvià | 34 | 14 | 8  | 12 | 76  | 57  | +19  | 50   |
| 9è | Portbou CE               | 34 | 14 | 8  | 12 | 44  | 56  | -12  | 50   |
| 10è | Viladamat CF             | 34 | 13 | 6  | 15 | 70  | 59  | +11  | 45   |
| 11è | Aro CE                   | 34 | 11 | 10 | 13 | 60  | 57  | +3   | 43   |
| 12è | CE Maçanet de Cabrenys   | 34 | 11 | 10 | 13 | 42  | 55  | -13  | 43   |
| 13è | AE Roses                 | 34 | 11 | 8  | 15 | 55  | 49  | +6   | 41   |
| 14è | AE Vilabertran           | 34 | 11 | 5  | 18 | 56  | 66  | -10  | 38   |
| 15è | CE Llançà                | 34 | 10 | 8  | 16 | 48  | 64  | -16  | 38   |
| 16è | FC Borrassà              | 34 | 10 | 5  | 19 | 56  | 86  | -30  | 35   |
| 17è | CF Empuriabrava Castelló | 34 | 8  | 6  | 20 | 36  | 55  | -19  | 27   |
| 18è | FE Vilajuïga             | 34 | 2  | 1  | 31 | 26  | 190 | -164 | 7    |
| En verd, els equips que ascendiren a Primera Regional, en groc, els que disputaren la fase de promoció a Primera Regional, i en vermell, els que descendiren a Tercera Regional. |                          |    |    |    |    |     |     |      |      |